# Theodor Brinek junior
Theodor „Turl“ Brinek jun. (* 9. Mai 1921; † 24. Jänner 2000) war ein österreichischer Fußballspieler auf der Position eines Mittelfeldspielers und späterer Fußballtrainer.

## Spielerkarriere
Theodor Brinek jun. begann wie sein Vater, der Nationalspieler Theodor Brinek sen., ebenfalls seine Fußballkarriere beim SC Wacker Wien in Meidling. Zunächst schrammte er während des Zweiten Weltkrieges einige Male am Gewinn der Meisterschaft vorbei, seine erfolgreichste Zeit in Meidling hatte Theodor Brinek jun. in den späten 40er Jahren mit Klubkollegen wie Gerhard Hanappi. Sein Debüt in der österreichischen Nationalmannschaft gab er am 10. November 1946 in Bern gegen die Schweiz. Theodor Brinek jun. wurde bis zu seinem Abgang aus Österreich regelmäßig ins Team einberufen, seine stärkste Leistung zeigte er 1947 beim 5:1-Sieg über Italien, bei dem er zwei Weitschusstore erzielte.
Im Jahre 1947 klappte es für Theodor Brinek jun. sowohl in der Meisterschaft als auch im Cup, wo die FK Austria Wien mit 4:3 bezwungen wurde. Seinen größten internationalen Erfolg erreichte Theodor Brinek jun. in Meidling mit dem Einzug ins Zentropacupfinale, welches dem Mitropacup nachgefolgt war, nach einem Sieg im Halbfinale über Dinamo Zagreb. Im rein-österreichischen Endspiel gegen Rapid Wien kam der Mittelfeldspieler jedoch nicht zum Einsatz. Die Hütteldorfer siegten 3:2. 1953 wechselte Theodor Brinek jun., der kurz zuvor noch in die Weltauswahl der FIFA berufen worden war, schließlich in die französische Liga. Nach zwei Saisons bei AS Monaco und einer weiteren in der Schweiz bei Servette Genf, ließ er seine Spielerkarriere beim Wiener AC in der Staatsliga ausklingen und war auch noch für mehrere Vereine im Wiener Unterhaus tätig.

## Trainerkarriere
Bereits zur Saison 1955/56 beim Schweizer Fußballclub Servette Genf war Brinek nicht nur auf dem Spielfeld, sondern auch auf der Trainerbank tätig. Zurück in Österreich war er zwischen 1956 und 1960 beim Wiener AC, LASK und Wacker Innsbruck ebenso als Spielertrainer aktiv. Nach einem Intermezzo beim griechischen Erstligisten Iraklis Saloniki, den er zur Spielzeit 1962–1963 trainierte, kehrte er in seine Heimat zurück und wurde erneut Trainer bei Wacker Innsbruck, später bei Wacker Wien und dem Kremser Sportclub.

## Privatleben
Im Winter 1966 gab Brinek bekannt, dass er die Leitung der wiedereröffneten ÖROP-Tankstelle nächst dem Wiener Justizpalast übernommen habe.
Quellen besagen, dass zu seiner Trainerzeit bei Iraklis sein Sohn Theodor (der jüngste) dort als Spieler tätig war und bei drei Einsätzen ein Tor erzielte. Kurz nach der Heimkehr 1963 soll der damals 19-jährige bei einem Autounfall bei Innsbruck tödlich verunglückt sein. Sein Grab befindet sich auf dem Evangelischen Friedhof Matzleinsdorf.

## Erfolge
- Zentropacup-Finalist 1951
- 1 × Österreichischer Meister: 1947
- 6 × Österreichischer Vizemeister: 1939, 1940, 1941, 1948, 1951, 1953
- 1 × Österreichischer Pokalsieger: 1947

- 17 Länderspiele und 2 Tore für die österreichische Fußballnationalmannschaft von 1946 bis 1953